# 慶尚南道民俗文化財
慶尚南道民俗文化財（キョンサンナムド みんぞくぶんかざい）は、大韓民国の文化遺産保護制度で、市道指定文化財の一つ。「衣食住・生業・信仰・年中行事などに関する風俗・慣習と、それに使用される衣服・器具・家屋などで国民生活の推移を理解するのに不可欠なもの」であり、かつ上位の国家指定文化財に指定されていないものを対象として慶尚南道が条例により指定する。旧名は「慶尚南道民俗資料」であり、2011年2月5日に全文改正された文化財保護法（法律第10000号）が施行され、現在の名称になる。

## 慶尚南道民俗文化財一覧
| 番号    | 登録名             | 所在地 | 管理者     |
| ------- | ------------------ | ------ | ---------- |
| 第001号 | 馬岩面石馬         | 固城郡 | 石馬邑     |
| 第002号 | 碧松寺木長丞       | 咸陽郡 | 碧松寺     |
| 第003号 | 駕山里石長丞       | 泗川市 | 泗川市     |
| 第004号 | 丹渓朴氏古家       | 山清郡 | 個人       |
| 第005号 | 金冠朝服           | 山清郡 | 個人       |
| 第006号 | 観龍寺石長丞       | 昌寧郡 | 観龍寺     |
| 第007号 | 伽倻津祠           | 梁山市 | 保存会     |
| 第008号 |                    |        |            |
| 第009号 | 居昌葛渓里林氏古家 | 居昌郡 | 個人       |
| 第010号 | 咸安舞沂里周氏古家 | 咸安郡 | 個人       |
| 第011号 | 宜寧徳橋里姜氏古家 | 宜寧郡 | 個人       |
| 第012号 | 鳴石雌雄石         | 晋州市 | 保存委員会 |
| 第013号 | 南海加川雌雄石     | 南海郡 | 南海郡     |
| 第014号 | 智異山聖母像       | 山清郡 | 個人       |
| 第015号 | 宜寧上井里曹氏古家 | 宜寧郡 | 個人       |
| 第016号 | 固城鳳東里裴氏古家 | 固城郡 | 個人       |
| 第017号 | 居昌黃山里慎氏古家 | 居昌郡 | 個人       |
| 第018号 | 陜川八尋里尹氏古家 | 陜川郡 | 個人       |
| 第019号 | 霊隠寺址石長丞     | 咸陽郡 | 咸陽郡     |
| 第020号 | 居昌渠基里城隍壇   | 居昌郡 | 渠基邑     |
| 第021号 | 居昌堂洞堂山       | 居昌郡 | 堂洞邑     |